# Manuela Maletta
Manuela Maletta (Lecco, 16 dicembre 1975) è un'attrice italiana.

## Biografia
Sin da piccola studia danza alla SPID (Scuola Professionale Italiana Danza) e poi recitazione presso il Teatro Carcano di Milano, scuola di Giulio Bosetti.
Inizia lavorando nella pubblicità, quindi intraprende la carriera d'attrice, recitando nel cortometraggio Dead train di Davide Marengo, con Antonio Albanese e Claudio Santamaria, e nel mediometraggio La sindrome essenziale di Piero Paracchini, entrambi del 1997.
Dal 1999 al 2005 è protagonista, con il ruolo di Lisa Bonelli, della soap opera di Canale 5, Vivere, per la quale ha ricevuto 2 Telegatti (2001 e 2002).
Contemporaneamente lavora in teatro, tra l'altro ne Il collezionista con Giancarlo Zanetti e Laura Lattuada, ne L'avaro di Molière, regia di e con Gabriele Lavia, (Premio Olimpici del Teatro: miglior spettacolo teatrale italiano 2004), poi ne Il sogno del principe di Salina, l'ultimo Gattopardo, con Luca Barbareschi, regia di Andrea Battistini].
Studia e recita alla Royal Academy of dramatic arts(RADA) di Londra lavorando su Riccardo III, regia di John Beschizza.
Nel 2007 è autrice, produttrice, e protagonista della sit-com I Pistillini, visibile on line.
Nello stesso anno recita con Lucrezia Lante della Rovere, nella miniserie tv Donna detective, regia di Cinzia TH Torrini, in onda su Rai Uno. Vi recita ancora nel 2009/2010, con la regia di Fabrizio Costa.

## Filmografia parziale
- Dead train, regia di Davide Marengo - Cortometraggio (1997)
- La sindrome essenziale, regia di Piero Paracchini - Mediometraggio (1997)
- Vivere, registi vari - Soap opera - Canale 5 (1999-2004)
- I Pistillini, regia di Fausto Caviglia (2007)
- Donna detective, regia di Cinzia TH Torrini - Miniserie TV - Rai Uno (2007)
- Donna Detective 2, regia di Fabrizio Costa - Miniserie TV - Rai Uno (2010)